# Салманов, Самид Исабала оглы
Самид Исабала оглы Салманов (азерб. Samid İsabala oğlu Salmanov; дата рождения неизвестна, Сальянский район) — советский азербайджанский хлопкороб, лауреат государственной премии СССР (1988).

## Биография
Родился в Сальянском районе Азербайджанской ССР.
Окончил Азербайджанский сельскохозяйственный институт. 
Окончив среднюю школу, устроился работать в колхоз «Октябрь» Сальянского района. После окончания института — полевод, экономист, с 1975 года — бригадир колхоза «Октябрь» Сальянского района республики. 
Достигал высоких результатов при выполнении заданий по производству сельскохозяйственной продукции, умело организовал труд в коллективе. В середине 1980-х годов первым инициировал в колхозе переход на хозяйственный расчёт и арендный подряд, подготовив все условия для перехода и переведя на эту систему коллектив своей бригады; впоследствии почин переняли и другие бригады, таким образом создав базу для перехода всего колхоза на хозрасчёт. Бригада Салманова регулярно побеждала в социалистическом соревновании, в том числе и в сложные для бригады времена. 1988 год отличился неблагоприятными погодными условиями: вскоре после посева хлопчатника из берегов вышла Кура, затопив и уничтожив часть посевов, после повторного засева начались нескончаемые ливни, а вслед за ливнями наступила засуха; но несмотря на это, за счет тщательного ухода за кустами, бригада добилась получения высокого урожая хлопка. В 1988 году коллектив бригады под руководством Салманова получил на площади 130 гектаров 33 центнера хлопка с каждого гектара, что на 7 центнеров больше средней цифры по колхозу; в результате было собрано более 430 тонн первосортного хлопка, общей ценностью около полумиллиона рублей.
Проявил себя также и наставником молодежи, с середины 1980-х годов на базе коллектива бригады была организована школа передовой практики, где обучались десятки молодых полеводов и механизаторов. 
Постановлением ЦК КПСС и Совета Министров СССР от 7 ноября 1988 года, за большой личный вклад в увеличение производства и переработки продукции растениеводства на основе широкого применения прогрессивных форм организации труда Салманову Самиду Исабала оглы присуждена Государственная премия СССР.
Активно участвовал в общественно-политической жизни предприятия, состоял в КПСС, избирался членом бюро партийного комитета колхоза.